# Melanis
Genre
Melanis est un genre d'insectes lépidoptères de la famille des Riodinidae qui résident en Amérique du Sud.

## Dénomination
Le nom Melanis leur a été donné par Jacob Hübner en 1819.

## Liste des espèces
- Melanis aegates (Hewitson, 1874)
  - Melanis aegates aegates en Bolivie.
  - Melanis aegates albugo (Stichel, 1910); au Paraguay
  - Melanis aegates araguaya (Seitz, 1913); au Brésil.
  - Melanis aegates cretiplaga (Stichel, 1910); au Paraguay et en Argentine
  - Melanis aegates lilybaeus (Stichel, 1926); au Brésil.
  - Melanis aegates limbata (Stichel, 1925);  au Brésil
  - Melanis aegates melliplaga (Stichel, 1910); présent en Guyane et au Surinam.
- Melanis alena (Hewitson, 1870); présent au Brésil
- Melanis boyi (Stichel, 1923); présent au Brésil
- Melanis cephise (Ménétriés, 1855)
  - Melanis cephise cephise; présent au Nicaragua et au Mexique
  - Melanis cephise acroleuca (R. Felder, 1869); présent au Mexique
  - Melanis cephise huasteca J. & A. White, 1989; présent au Mexique
- Melanis cercopes (Hewitson, 1874); présent en Bolivie
- Melanis cinaron (C. & R. Felder, 1861); présent en Colombie, au Brésil et au Pérou.
- Melanis cratia (Hewitson, 1870)
- Melanis electron (Fabricius, 1793)
  - Melanis electron electron ; présent en Guyane, à Trinité-et-Tobago et au Venezuela.
  - Melanis electron auriferax (Stichel, 1910); présent au Brésil
  - Melanis electron epijarbas (Staudinger, 1888); présent au Brésil
  - Melanis electron herellus (Snellen, 1887); à Curaçao.
  - Melanis electron melantho (Ménétriés, 1855); à Panama, au Guatemala et au Nicaragua.
  - Melanis electron pronostriga (Stichel, 1910); présent en Colombie et au Brésil.
  - Melanis electron rabuscula (Stichel, 1910); présent au Brésil et au Pérou.
- Melanis herminae (Zikán, 1952); présent au Brésil
- Melanis hillapana (Röber, 1904)
  - Melanis hillapana hillapana; présent en Bolivie et au Pérou.
  - Melanis hillapana corinna (Zikán, 1952); présent au Brésil
  - Melanis hillapana cratippa (Seitz, 1913); présent au Brésil
  - Melanis hillapana impura (Stichel, 1910)
- Melanis hodia (Butler, 1870); au Venezuela
- Melanis leucophlegma (Stichel, 1910); présent au Pérou.
- Melanis lioba (Zikán, 1952); présent au Brésil
- Melanis lycea Hübner, 1823; présent au Brésil
- Melanis marathon (C. & R. Felder, [1865])
  - Melanis marathon marathon; présent au Venezuela et en Colombie.
  - Melanis marathon assimulata (Stichel, 1910); présent en Colombie.
  - Melanis marathon charon (Butler, 1874); au Brésil
  - Melanis marathon stenotaenia Röber, 1904; au Pérou.
- Melanis melandra Hübner, [1819]; présent au Surinam.
- Melanis melaniae (Stichel, 1930); présent au Brésil
- Melanis opites (Hewitson, 1875); présent au Brésil
- Melanis passiena (Hewitson, 1870); présent en Colombie.
- Melanis pixe (Boisduval, [1836])
  - Melanis pixe pixe; présent dans le sud des USA au Texas et au Mexique.
  - Melanis pixe corvina (Stichel, 1910); présent en Colombie
  - Melanis pixe sanguinea (Stichel, 1910); présent à Panama et au Costa Rica.
- Melanis seleukia (Stichel, 1910); présent au Brésil
- Melanis smithiae (Westwood, 1851)
  - Melanis smithiae smithiae; présent en Bolivie et au Brésil
  - Melanis smithiae xarifa (Hewitson, [1853]); présent en Colombie et au Venezuela
- Melanis unxia (Hewitson, [1853]); présent au Brésil
- Melanis vidali (Dognin, 1891)présent en  Équateur
- Melanis volusia (Hewitson, [1853]); présent au Brésil
- Melanis xenia (Hewitson, [1853])
  - Melanis xenia xenia; présent au Brésil
  - Melanis xenia ambryllis (Hewitson, 1874); présent au Paraguay et en Bolivie
- Melanis yeda (Zikán, 1952); présent au Brésil

### Source
- Melanis sur funet
- tableau des Melanis sur butterflies of america
- Melanis dans Melanis smithiae de learn about butterflies